# Orlandina Basket 2002-2003
L'Orlandina Basket 2002-03, sponsorizzata Upea, ha preso parte al campionato professionistico italiano di Legadue.

## Verdetti
- Legadue:
  - stagione regolare: 14º posto su 14 squadre (12-20). Retrocessione in B d'Eccellenza.

## Roster
| Giocatori |
| --------- |

|    | Naz.                   | Ruolo | Sportivo             | Anno | Alt. |    |  |
| -- | ---------------------- | ----- | -------------------- | ---- | ---- | -- |  |
| 4  | Germania (bandiera)    | AC    | David Arigbabu       | 1975 | 204  |    |  |
| 5  | Bielorussia (bandiera) | A     | Jahor Meščarakoŭ     | 1976 | 205  |    |  |
| 7  | Italia (bandiera)      | P     | Alessandro Bencaster | 1980 | 190  |    |  |
| 8  | Italia (bandiera)      | G     | Massimiliano Maenza  | 1982 | 197  |    |  |
| 9  | Stati Uniti (bandiera) | A     | Henry Turner         | 1966 | 200  |    |  |
| 10 | Italia (bandiera)      | P     | Alessandro Fantozzi  | 1961 | 189  |    |  |
| 15 | Italia (bandiera)      | G     | Francesco Orsini     | 1973 | 190  | 95 |  |

| Staff tecnico                                       |
| --------------------------------------------------- |
| Allenatore: Giovanni Lambruschi fino al 16 dicembre |
| dal 17 dicembre Franco Marcelletti                  |
| Assistente: Agostino Origlio                        |
| Assistente: Federico Pasquini                       |
| Preparatore atletico: Pippo Ferrarotto              |
| Fisioterapista: Stefano Tatonetti                   |

| Giocatori acquisiti a stagione in corso |
| --------------------------------------- |

|    | Naz.                   | Ruolo | Sportivo                           | Anno | Alt. |  |  |
| -- | ---------------------- | ----- | ---------------------------------- | ---- | ---- |  |  |
| 12 | Stati Uniti (bandiera) | P     | James Robinson (dal 17 gennaio)    | 1970 | 188  |  |  |
| 14 | Finlandia (bandiera)   | AG    | Iiro Tenngren (dal 30 ottobre)     | 1979 | 203  |  |  |
| 11 | Italia (bandiera)      | C     | Richard Petruška (dal 14 febbraio) | 1969 | 208  |  |  |

| Giocatori ceduti a stagione in corso |
| ------------------------------------ |

|  | Naz.                   | Ruolo | Sportivo                                            | Anno | Alt. |  |  |
|  | ---------------------- | ----- | --------------------------------------------------- | ---- | ---- |  |  |
|  | Belgio (bandiera)      | G     | Jeff Masudi (fino al 21 gennaio)                    | 1981 | 192  |  |  |
|  | Italia (bandiera)      | P     | Matthew Alosa (fino al 30 novembre)                 | 1972 | 190  |  |  |
|  | Stati Uniti (bandiera) | C     | Karim Shabazz (fino al 13 gennaio)                  | 1978 | 218  |  |  |
|  | Grecia (bandiera)      | P     | Alexander Lazic (dal 5 dicembre fino al 15 gennaio) | 1975 | 193  |  |  |
|  | Italia (bandiera)      | P     | Marcelo Capalbo (dal 5 dicembre fino al 15 gennaio) | 1970 | 180  |  |  |
|  | Italia (bandiera)      | C     | Gianni Cugini                                       | 1976 | 206  |  |  |

| Under aggregati alla prima squadra |
| ---------------------------------- |

|   | Naz.              | Ruolo | Sportivo      | Anno | Alt. |  |  |
| - | ----------------- | ----- | ------------- | ---- | ---- |  |  |
| 6 | Italia (bandiera) | A     | Antonino Urso | 1986 | 195  |  |  |